# Hiszpania na Zimowych Igrzyskach Olimpijskich 1952
Hiszpanię na Zimowych Igrzyskach Olimpijskich 1952 reprezentowało czterech zawodników (sami mężczyźni). Był to trzeci start reprezentacji Hiszpanii na zimowych igrzyskach olimpijskich. Wszyscy zawodnicy wystartowali w narciarstwie alpejskim.

## SKład kadry

### Narciarstwo alpejskie
Mężczyźni
Zjazd
| Zawodnik            | Czas   | Miejsce |
| ------------------- | ------ | ------- |
| Francisco Viladomat | 2:55,4 | 37.     |
| Luis Arias          | 3:09,2 | 53.     |
| Juan Poll           | 3:10,1 | 54.     |

Slalom specjalny
| Zawodnik            | Czas 1-go przejazdu | Czas 2-go przejazdu | Łączny czas   | Pozycja |
| ------------------- | ------------------- | ------------------- | ------------- | ------- |
| Luis Arias          | 1:10,4              | Nie awansował       | Nie awansował | 47.     |
| Juan Poll           | 1:12,1              | Nie awansował       | Nie awansował | 50.     |
| Francisco Viladomat | 1:18,9              | Nie awansował       | Nie awansował | 61.     |
| Luis Molné          | 1:26,5              | Nie awansował       | Nie awansował | 72.     |

Slalom gigant
| Zawodnik            | Czas   | Miejsce |
| ------------------- | ------ | ------- |
| Francisco Viladomat | 2:51,6 | 40.     |
| Luis Arias          | 3:01,5 | 57.     |
| Juan Poll           | 3:03,5 | 60.     |
| Luis Molné          | 3:04,9 | 62.     |